# Соціометрія

Соціо-грама невеликої групи.

Соціометрія — теорія вивчення міжособових відносин, автором якої є австрійсько-американський психолог та соціолог Якоб Морено. Рідше соціометрією називають методику вивчення внутрішніх групових зв'язків та ієрархії в маленьких групах осіб.

## Історія та теоретичні основи методу
Під соціометрією розуміють методи дослідження структури міжособистісних відносин в малій соціальній групі шляхом вивчення виборів, зроблених членами групи по тих чи інших соціометричних критеріях. Термін «соціометрія» в перекладі з латини означає вимірювання міжособистісних взаємин у групі. У суспільних науках він постав наприкінці XIX ст. у зв'язку зі спробами застосування математичних методів до вивчення соціальних явищ. Основна заслуга у створенні методології соціометричних досліджень, сукупності вимірювальних процедур і математичних методів обробки первинної інформації належить соціопсихологу Якобу Морено (1889—1974). Виробивши свою систему структурного аналізу малих груп, Морено сформулював і стратегічне завдання соціометрії. Воно, на його думку, полягає у забезпеченні таких умов на виробництві і в житловому приміщенні, за яких люди працювали і жили б в оточенні симпатичних і симпатизуючих їм людей.
Соціометричне опитування істотно відрізняється від інших видів соціологічного дослідження за характером вихідних даних, способами їхнього представлення, процедурою опитування та методах аналізу зібраної інформації. На відміну від інших видів опитування результатом виміру тут є не характеристика респондента (тобто значення ознаки, виміряної в тому чи іншому типі шкали), а взаємини між респондентами. Якщо в інших видах опитування відповідь усіх респондентів на будь-яке запитання породжує розподілення опитаних за ознакою, що відповідає даному запитанню, то відповіді всіх членів групи на дане соціометричне запитання породжують структуру відносин. Ця відмінність призводить до виникнення спеціальних способів представлення зібраних даних: отримана структура представляється у вигляді спеціального малюнку (соціограми) або таблиці (соціоматриці).
Подальший розвиток соціометричних методів здійснюється, по-перше, шляхом уточнення інтерпретації результатів, отримуваних з їхньою допомогою (такі роботи проводилися в рамках так званої «стратометричної» концепції малих груп). По-друге, створюються різні модифікації процедури збору даних, що дозволяють розширити клас відносин, досліджуваних за допомогою соціометрії. Зокрема, нові методи дозволяють вивчати не тільки емоційні міжособові відносини, а й інші відносини між членами групи, а способи отримання інформації включають всі основні способи збору даних, що використовуються в соціології (опитування, спостереження, аналіз документів). До таких модифікацій відноситься, наприклад, «рефренометрія», що дозволяє визначати для кожного респондента тих членів групи, думка яких його особливо цікавить, методика «вибору в дії» (наприклад, при дослідженні школярів молодших класів або дошколят кожній дитині дають декілька листівок і просять подарувати по одній листівці своїм товаришам) тощо. По-третє, розширюється клас об'єктів, відношення яких вивчаються з допомогою соціометричних методів. За їхньою допомогою вивчається, наприклад, структура складних організацій, відносини між родинами в селах та районах міста, мережі цитування в наукових публікаціях, аналіз особливостей п'єс різних авторів, де вивчається напруженість відносин героїв п'єси тощо.
Розвиток соціометрії у вказаних напрямках призвів до формування ширшого її визначення: під соціометричними методами розуміються методи дослідження структури відносин між будь-якими соціальними об'єктами. З цього визначення витікає і основне обмеження області використання соціометрії: досліджувані соціальні об'єкти (це може бути мала група, підприємство чи організація) являють собою певну систему, вивчення якої зовсім не вичерпується описом структури відносин між її елементами. Зокрема очевидно, що вивчення малих груп, окрім вивчення структури міжособистісних відносин, має включати вивчення групових норм та цінностей, соціально-демографічних та інших характеристик групи, а також зв'язків між різними класами характеристик.
Важливим розділом соціометрії є моделювання соціальних процесів.

## Процедура методу
Соціометричний метод опитування — один із різновидів опитування, який використовують для вивчення внутрішньоколективних зв'язків шляхом виявлення стосунків між членами колективу. Цей метод застосовують для дослідження міжособистісних стосунків і міжгрупових відносин з метою їх поліпшення. Він дає змогу соціологові вивчити склад малих соціальних груп, особливо неофіційних стосунків, одержуючи соціологічну інформацію, яку іншим шляхом дістати майже неможливо.
Технічний апарат соціометрії застосовують у різних сферах мікросоціології. Грамотне використання арсеналу соціометричних методів є передумовою для ґрунтовних теоретичних висновків про функціонування і розвиток груп, досягнення значних практичних результатів у комплектуванні колективів, підвищенні ефективності їх діяльності.
Мала соціальна група — реально існуюче утворення, в якому люди об'єднані певною спільною ознакою, спільною діяльністю або живуть в ідентичних умовах, обставинах і певним чином усвідомлюють свою належність до цього утворення. Головною рисою малої групи є відчуття спільності, яке цементує взаємини у групі й відрізняє одну групу від іншої. Оскільки чисельність малої групи обмежена, то суспільні відносини в ній виступають у формі безпосередніх особистих контактів. Вважається, що «нижня» межа чисельності малої групи становить три, а «верхня» — п'ятнадцять—двадцять осіб.
У малій групі при соціометричному опитуванні кожному респондентові вручають соціометричну анкету (карточку) і список членів соціометричної групи. Прізвища членів групи кодують, наприклад, номером у списку групи. Соціометрична карточка, як і будь-яка соціологічна анкета, починається із звернення, в якому пояснюють мету опитування, викладають правила заповнення карточки, гарантують анонімність. У кінці після запитань дякують респонденту за співробітництво. У карточці повинно бути 7—8 критеріїв.
Результати опитування заносять у соціоматрицю, яка компактно подає первинну інформацію і спрощує математичне опрацювання зібраних даних.
Соціоматриця — це таблиця, у якій в рядках розміщують відповіді кожного із членів групи.

## Соціометричні критерії
У соціометричному опитуванні важливим аспектом є соціометричний критерій, це запитання соціометричної анкети (тесту), в якій респондентам пропонується обрати одного або декількох членів досліджуваної групи (найчастіше для спільної діяльності в прожективній ситуації).
Соціометричний критерій повинен: а) націлювати суб'єкт на вибір чи відхилення іншого члена групи для спільного вирішення того чи іншого завдання;
б) не допускати обмежень щодо вибору відхилення будь-кого з членів чітко окресленої групи;
в) бути зрозумілим усім членам групи, а також цікавим, якщо не всім, то більшості з них;
г) переконувати людину в практичній спрямованості опитування.
Соціометричні критерії поділяють на два основні класи: комунікативні і гностичні.
Комунікативні критерії використовують для того, щоб виміряти реальні або уявні стосунки в групі, з'ясувати, як кожний член групи бачить своє безпосереднє оточення. Гностичні критерії призначені для відображення уявлень людини щодо її ролі, позиції в групі, а також для з'ясування того, хто, на її думку, обере її для спільного вирішення певного завдання, хто — знехтує. Приклад комунікативного критерію: «Кого б ви обрали своїм старостою?» А гностичний варіант звучав би так: «Хто з Вашої групи, на Вашу думку, хотів би обрати Вас старостою?» В обох випадках критерії сформульовані у позитивній формі, тобто орієнтовані на з'ясування вибору. Але існують і заперечні критерії, які фіксують негативне ставлення однієї людини до іншої. Ще один різновид соціометричних критеріїв — критерії ранжування. Вони забезпечують можливість для ранжування суб'єктом своїх стосунків з членами групи. Наприклад: «Вкажіть по порядку, з ким із членів Вашого колективу Ви хотіли б створити мале підприємство у першу чергу, у другу чергу, у третю чергу і т. д.?»
Соціометрична процедура, за якої респондент обирає відповідно до заданого критерію стільки осіб, скільки він вважає за необхідне, називається непараметричною. Параметрична процедура передбачає вибір із завчасно заданими кількісними обмеженнями. Наприклад, за сформульованим критерієм пропонують обрати із 8 осіб одного, двох чи трьох. Це знижує ймовірність спонтанних реакцій, непродуманих відповідей.